# Andover (Vermont)
Andover – miejscowość w Stanach Zjednoczonych, w stanie Vermont, w hrabstwie Windsor.